# Semsales
Semsales (frp. Chinthâlè) – gmina (fr. commune; niem. Gemeinde) w Szwajcarii, w kantonie Fryburg, w okręgu Veveyse. 

## Demografia
W Semsales mieszka 1 426 osób. W 2020 roku 13,4% populacji gminy stanowiły osoby urodzone poza Szwajcarią.

## Transport
Przez teren gminy przebiegają autostrada A12 oraz droga główna nr 12.